# الميفيبريستون/ميزوبروستول
الميفيبريستون/ميزوبروستول، المعروف أيضًا باسم ميفبريستون/سايتوتيك، عبارة عن دواءين يٌعبئان معا ويُستخدمان في المقام الأول لإحداث الإجهاض الطبي. تُعتبر طريقة شائعة للإجهاض حتى الأسبوع الحادي عشر من الحمل ؛ على الرغم من أنه يمكن استخدامها أيضًا في الثلث الثاني من الحمل. قد تُستخدم أيضًا في حالات فقدان الحمل المبكر حتى 12 أسبوعًا. يمكن تأكيد نجاح الحمل عن طريق اختبار الحمل أو الموجات فوق الصوتية. إذ يمكن تناولها عن طريق الفم أو وضعها تحت اللسان. يمكن أن تُستخدم في الأشهر الثلاثة الأولى من الحمل بشكل عام في المنزل ويمكن وصفه من قبل طبيب الأسرة، بما في ذلك عن طريق التطبيب عن بعد؛ بينما يُوصى بالرعاية الصحية في الأشهر الثلاثة الثانية من الحمل.
قد تشمل الآثار الجانبية الغثيان واضطراب المعدة والحمى الخفيفة. ومن المتوقع حدوث تقلصات في الرحم ونزيف مهبلي. قد يحدث نزيف حاد، أو حمل مستمر، أو عدوى في حالات نادرة. ولا يؤثر على خطر الإصابة بمشاكل الصحة العقلية أو سرطان الثدي أو العقم. يحتوي على الميفيبريستون، وهو مضاد لمستقبلات البروجسترون والذي يؤدي إلى تحلل الغشاء المخاطي ؛ والميزوبروستول، وهو بروستاجلاندين E1 الذي يؤدي إلى نضوج عنق الرحم وانقباضات الرحم.
بدأ استخدام الميفيبريستون في فرنسا عام 1987 وفي الولايات المتحدة عام 2000. إذ أصبح متاحًا كدواء عام في عام 2019. طُور الميزوبروستول سنة 1973. أُدرج هذا المزيج في قائمة الأدوية الأساسية لمنظمة الصحة العالمية. في الولايات المتحدة،من الممكن أن تتجاوز تكلفة الأدوية 500 دولار أمريكي ابتداءا من عام 2023؛ على الرغم من أن الجمعيات الخيرية قد توفرها مجانًا أو بتكلفة منخفضة.بالنسبة لكندا، يبلغ السعر حوالي 300 إلى 450 دولارًا كنديًّا، مع أنه مشمول بالتغطية للكنديين. وفي البلدان ذات الدخل المنخفض والمتوسط، تراوحت التكلفة من 4 إلى 36 دولارًا أمريكيًا ابتدءا من عام 2018.